# Арканум (эзотеризм)
Арканум (лат. arcanum, тайное) — термин из религиозной практики древних римлян, означавший секретные дела, о которых нельзя было говорить — например мистерии или тайные учения жрецов, совершенно закрытые и недоступные для людей, в них не посвящённых.
В средневековой алхимии это название давалось разным препаратам, будто бы имевшим особенное действие, и состав которых держался в глубочайшей тайне.
Отсюда арканист — владелец тайного средства или посвященный в тайное искусство, например сложных ремёсел.

## Средневековая алхимия
В средневековой алхимии кроме разных препаратов, якобы имевших особенное действие, и состав которых держался в глубочайшей тайне, арканумами называли также высшие стремления алхимиков — «жизненный эликсир» и «философский камень».
В поздней мистико-спекулятивной алхимии под арканумами понимали нечто скрытое, бестелесное и бессмертное.

## Медицина
В медицине использовались «тайные» или «секретные» средства (лат. arcana / arqana) — лечебные препараты, находившиеся в большом употреблении, и состав которых держался в секрете; они отвергались научной медициной, часто были вредны или бесполезны.

## Христианское богословие
В значении закрытости и недоступности для непосвящённых термин «арканум» перешёл в христианское богословие и с XVII века означал правило церкви не допускать присутствия оглаше́нных при некоторых священнодействиях и таинствах, главным образом, при принятии святых тайн, таинстве крещения, таинстве священства, чтении молитвы Господней и миропомазании.